# SummerSlam (2010)
SummerSlam (2010) — двадцать третье в истории шоу SummerSlam, PPV-шоу производства американского рестлинг-промоушна WWE. Шоу состоялось 15 августа 2010 года в Лос-Анджелесе, Калифорния, США на арене «Стэйплс-центр».

## Результаты
| #                                | Поединки | Условия | Время |
| -------------------------------- | --- | --- | ----- |
| Dark                             | Эван Борн победил Зака Райдера | Поединок один на один | N/A   |
| 1                                | Дольф Зигглер (c) дрался с Кофи Кингстоном, но бой был закончен без результата | Поединок за титул интерконтинентального чемпиона WWE | 07:05 |
| 2                                | Мелина победила Алисию Фокс (c) | Поединок за титул чемпиона WWE среди див | 05:20 |
| 3                                | Биг Шоу победил The Straight Edge Society (СМ Панк, Джозеф Меркури и Люк Галлоус) | Поединок «Гандикап» трое против одного | 06:45 |
| 4                                | Рэнди Ортон победил Шеймуса (c) в результате дисквалификации | Поединок за титул чемпиона WWE. Если кто-то прервет поединок, то будет отстранен от выступлений на неопределенное время. Если Рэнди Ортон проиграет, он не получит право на матч-реванш. | 18:55 |
| 5                                | Кейн (c) победил Рея Мистерио | Поединок за титул чемпиона мира в тяжелом весе. | 13:31 |
| 6                                | Команда WWE (Джон Сина, Джон Моррисон, R-Truth, Брет Харт, Эдж, Крис Джерико и Дэниель Брайан) победили Нексус (Уэйд Баррет, Дэвид Отунга, Джастин Гэбриел, Хит Слейтер, Даррен Янг, Скип Шеффилд и Майкл Тарвер) | Командный поединок на выбывание 7 на 7 | 35:18 |
| (c) – чемпион на момент поединка | | |       |

Командный поединок на выбывание 7 на 7
| Выбывание | Рестлер          | Команда   | Кем был выбит  | Приём                                              | Время     |
| --------- | ---------------- | --------- | -------------- | -------------------------------------------------- | --------- |
| 1         | Даррен Янг       | Нексус    | Дэниель Брайан | Arm-trap crossface                                 | 00:42     |
| 2         | Майкл Тарвер     | Нексус    | Джон Моррисон  | Starship Pain                                      | 03:42     |
| 3         | Джон Моррисон    | WWE       | Skip Sheffield | Running lariat                                     | 07:32     |
| 4         | R-Truth          | WWE       | Skip Sheffield | Running lariat                                     | 07:59     |
| 5         | Брет Харт        | WWE       | Никто          | Дисквалифицирован за удар Шеффилда стулом          | 12:08     |
| 6         | Скип Шеффилд     | Нексус    | Эдж            | Codebreaker от Джерико и Spear                     | 13:13     |
| 7         | Дэвид Отунга     | Нексус    | Chris Jericho  | Walls of Jericho                                   | 19:13     |
| 8         | Крис Джерико     | WWE       | Хит Слейтер    | Sweetness                                          | 20:05     |
| 9         | Эдж              | WWE       | Хит Слейтер    | Schoolboy                                          | 20:38     |
| 10        | Хит Слейтер      | Нексус    | Дэниель Брайан | Arm-trap crossface                                 | 29:02     |
| 11        | Дэниель Брайан   | WWE       | Уэйд Баррет    | Удержан после того, как был ударен чемоданом Мизом | 29:32     |
| 12        | Джастин Габриэль | Нексус    | Джон Сина      | Удержан после 450° splash                          | 34:50     |
| 13        | Уэйд Баррет      | Нексус    | Джон Сина      | STF                                                | 35:18     |
| Winner:   | Джон Сина        | Джон Сина | Джон Сина      | Джон Сина                                          | Джон Сина |